# 比利亚雷霍德拉佩纽埃拉
比利亚雷霍德拉佩纽埃拉，是西班牙卡斯蒂利亚-拉曼恰昆卡省的一个市镇。总面积13平方公里，总人口32人（2001年），人口密度2人/平方公里。